# Mistrovství Evropy v zápasu řecko-římském 1975
Mistrovství Evropy v zápasu řecko-římském 1975 se konalo v Ludwigshafenu, Západní Německo.

## Výsledky

### Muži
| Kategorie | Zlato                | Stříbro             | Bronz                |
| --------- | -------------------- | ------------------- | -------------------- |
| 48 kg     | Constantin Alexandru | Alexej Šumakov      | Ferenc Seres         |
| 52 kg     | Rolf Krauß           | Valerij Aruťunov    | Bilal Tabur          |
| 57 kg     | Ivan Frgić           | Farchat Mustafin    | Bernd Drechsel       |
| 62 kg     | Kazimierz Lipień     | Anatolij Kavkajev   | Stojan Lazarov       |
| 68 kg     | Andrzej Supron       | Viktor Kuzmin       | Lars-Erik Skiöld     |
| 74 kg     | Jan Karlsson         | Klaus-Peter Göpfert | Vítězslav Mácha      |
| 82 kg     | Vladimir Čeboksarov  | Ion Enache          | André Bouchoule      |
| 90 kg     | Georgi Rajkov        | Vladimir Něčajev    | Dieter Heuer         |
| 100 kg    | Nikolaj Balbošin     | Fredi Albrecht      | József Farkas        |
| +100 kg   | János Rovnyai        | Nikola Dinev        | Oleksandr Kolčynskyj |